# Geaya nigrosigillata
Geaya nigrosigillata is een hooiwagen uit de familie Sclerosomatidae.